# A Skateboard Party
A Skateboard Party è un album live della band Hardcore punk Dead Kennedys pubblicato nel 1983 dalla Alternative Tentacles.

## Tracce
1. The Man with the Dogs – 3:06
2. Forward to Death – 1:07
3. Kepone Factory – 1:50
4. Life Sentence – 3:19
5. Trust Your Mechanic – 3:18
6. Moral Majority – 2:41
7. Forest Fire – 2:01
8. Winnebago Warrior – 2:17
9. Police Truck – 3:23
10. Bleed for Me – 3:05
11. Holiday in Cambodia – 4:46
12. Let's Lynch the Landlord – 2:31
13. Chemical Warfare – 4:48
14. Nazi Punks Fuck Off – 1:35
15. California Über Alles – 5:38
16. Too Drunk to Fuck – 3:10
17. Kill the Poor – 3:13

## Formazione
- Jello Biafra - voce
- East Bay Ray - chitarra e voce
- Klaus Flouride - basso e voce
- D.H. Peligro - batteria